# Liste der Nummer-eins-Hits in Deutschland (1996)
Diese Liste enthält alle Nummer-eins-Hits in Deutschland im Jahr 1996. Es gab in diesem Jahr jeweils 15 Nummer-eins-Singles und -Alben.
Die Single- und Albumcharts wurden von Media Control wöchentlich zusammengestellt. Sie berücksichtigten die Verkäufe von Montag bis Samstag einer Woche. Offizieller Veröffentlichungstermin war jeweils der Montag zehn Tage nach dem Ende des Wertungszeitraums.

## Singles
| ← 1995 ← | Liste der Nummer-eins-Hits in Deutschland | Liste der Nummer-eins-Hits in Deutschland | Liste der Nummer-eins-Hits in Deutschland | 1997 →                    |
| \| Zeitraum \| Wo. ges. \| Interpret \| Titel Autor(en) \| Zusätzliche Informationen \| \| (Zeitraum, Wochen auf Platz eins, Interpret, Titel, Autor[en], zusätzliche Informationen) \| \| \| \| \| \| ----------------------------------------------------------------------------------------- \| -------- \| -------------------------------- \| --------------------------------------------------------------------------------------------------------------------------------------------------------------------------------- \| ------------------------- \| \| 11. Dezember 1995 – 21. Januar 1996 6 Wochen \| 6 \| Michael Jackson \| Earth Song Michael Joe Jackson \| – \| \| 22. Januar 1996 – 4. Februar 1996 2 Wochen (insgesamt 8) \| 8 \| Coolio feat. L. V. \| Gangsta’s Paradise Stevie Wonder, Artis L. Ivey Jr., Douglas B. Rasheed, Larry James Sanders \| – \| \| 5. Februar 1996 – 18. Februar 1996 2 Wochen \| 2 \| Everything but the Girl \| Missing (Todd Terry Remix) Ben Watt, Tracey Anne Thorn \| – \| \| 19. Februar 1996 – 25. Februar 1996 1 Woche \| 1 \| Babylon Zoo \| Spaceman Jasbinder Singh Mann \| – \| \| 26. Februar 1996 – 24. März 1996 4 Wochen \| 4 \| Fools Garden \| Lemon Tree Volker Hinkel, Peter Freudenthaler \| – \| \| 25. März 1996 – 12. Mai 1996 7 Wochen \| 7 \| Robert Miles \| Children Roberto Concina \| – \| \| 13. Mai 1996 – 2. Juni 1996 3 Wochen \| 3 \| Michael Jackson \| They Don’t Care About Us Michael Joe Jackson \| – \| \| 3. Juni 1996 – 30. Juni 1996 4 Wochen \| 4 \| Los del Río \| Macarena (Bayside Boys Remix) Antonio Romero Monge, Rafael Ruiz Perdigones \| – \| \| 1. Juli 1996 – 25. August 1996 8 Wochen (insgesamt 9) \| 9 \| The Fugees \| Killing Me Softly Musik: Charles Fox; Text: Norman Gimbel \| – \| \| 26. August 1996 – 1. September 1996 1 Woche (insgesamt 2) \| 2 \| The Kelly Family \| I Can’t Help Myself (I Love You, I Want You) Kelly Family \| – \| \| 2. September 1996 – 8. September 1996 1 Woche (insgesamt 9) \| 9 \| The Fugees \| Killing Me Softly Musik: Charles Fox; Text: Norman Gimbel \| – \| \| 9. September 1996 – 15. September 1996 1 Woche (insgesamt 2) \| 2 \| The Kelly Family \| I Can’t Help Myself (I Love You, I Want You) Kelly Family \| – \| \| 16. September 1996 – 13. Oktober 1996 4 Wochen \| 4 \| Spice Girls \| Wannabe Matthew Paul Rowbottom, Richard Frederick Stannard, Melanie Janine Brown, Victoria Caroline Beckham, Geraldine Estelle Halliwell, Emma Lee Bunton, Melanie Jayne Chisholm \| – \| \| 14. Oktober 1996 – 10. November 1996 4 Wochen \| 4 \| Die Toten Hosen \| Zehn kleine Jägermeister Musik: Wolfgang Rohde; Text: Andreas Frege, Hanns Christian Müller \| – \| \| 11. November 1996 – 8. Dezember 1996 4 Wochen \| 4 \| Backstreet Boys \| Quit Playing Games (with My Heart) Martin Karl Sandberg, Herbert St. Clair Crichlow \| – \| \| 9. Dezember 1996 – 15. Dezember 1996 1 Woche \| 1 \| Tic Tac Toe \| Verpiss’ dich Musik: Thorsten Börger; Text: Thorsten Börger, Claudia Alexandra Wohlfromm, Liane Wiegelmann \| – \| \| 16. Dezember 1996 – 16. März 1997 13 Wochen \| 13 \| Sarah Brightman & Andrea Bocelli \| Time to Say Goodbye (Con te partiró) Musik: Francesco Sartori; Text: Lucio Quarantotto \| – \| |                                           |                                           | |                           |
| ← 1995 |                                           |                                           | | → 1997 →                  |
| Zeitraum | Wo. ges.                                  | Interpret                                 | Titel Autor(en) | Zusätzliche Informationen |
| (Zeitraum, Wochen auf Platz eins, Interpret, Titel, Autor[en], zusätzliche Informationen) |                                           |                                           | |                           |
| 11. Dezember 1995 – 21. Januar 1996 6 Wochen | 6                                         | Michael Jackson                           | Earth Song Michael Joe Jackson | –                         |
| 22. Januar 1996 – 4. Februar 1996 2 Wochen (insgesamt 8) | 8                                         | Coolio feat. L. V.                        | Gangsta’s Paradise Stevie Wonder, Artis L. Ivey Jr., Douglas B. Rasheed, Larry James Sanders                                                                                      | –                         |
| 5. Februar 1996 – 18. Februar 1996 2 Wochen | 2                                         | Everything but the Girl                   | Missing (Todd Terry Remix) Ben Watt, Tracey Anne Thorn | –                         |
| 19. Februar 1996 – 25. Februar 1996 1 Woche | 1                                         | Babylon Zoo                               | Spaceman Jasbinder Singh Mann | –                         |
| 26. Februar 1996 – 24. März 1996 4 Wochen | 4                                         | Fools Garden                              | Lemon Tree Volker Hinkel, Peter Freudenthaler | –                         |
| 25. März 1996 – 12. Mai 1996 7 Wochen | 7                                         | Robert Miles                              | Children Roberto Concina | –                         |
| 13. Mai 1996 – 2. Juni 1996 3 Wochen | 3                                         | Michael Jackson                           | They Don’t Care About Us Michael Joe Jackson | –                         |
| 3. Juni 1996 – 30. Juni 1996 4 Wochen | 4                                         | Los del Río                               | Macarena (Bayside Boys Remix) Antonio Romero Monge, Rafael Ruiz Perdigones | –                         |
| 1. Juli 1996 – 25. August 1996 8 Wochen (insgesamt 9) | 9                                         | The Fugees                                | Killing Me Softly Musik: Charles Fox; Text: Norman Gimbel | –                         |
| 26. August 1996 – 1. September 1996 1 Woche (insgesamt 2) | 2                                         | The Kelly Family                          | I Can’t Help Myself (I Love You, I Want You) Kelly Family | –                         |
| 2. September 1996 – 8. September 1996 1 Woche (insgesamt 9) | 9                                         | The Fugees                                | Killing Me Softly Musik: Charles Fox; Text: Norman Gimbel | –                         |
| 9. September 1996 – 15. September 1996 1 Woche (insgesamt 2) | 2                                         | The Kelly Family                          | I Can’t Help Myself (I Love You, I Want You) Kelly Family | –                         |
| 16. September 1996 – 13. Oktober 1996 4 Wochen | 4                                         | Spice Girls                               | Wannabe Matthew Paul Rowbottom, Richard Frederick Stannard, Melanie Janine Brown, Victoria Caroline Beckham, Geraldine Estelle Halliwell, Emma Lee Bunton, Melanie Jayne Chisholm | –                         |
| 14. Oktober 1996 – 10. November 1996 4 Wochen | 4                                         | Die Toten Hosen                           | Zehn kleine Jägermeister Musik: Wolfgang Rohde; Text: Andreas Frege, Hanns Christian Müller                                                                                       | –                         |
| 11. November 1996 – 8. Dezember 1996 4 Wochen | 4                                         | Backstreet Boys                           | Quit Playing Games (with My Heart) Martin Karl Sandberg, Herbert St. Clair Crichlow                                                                                               | –                         |
| 9. Dezember 1996 – 15. Dezember 1996 1 Woche | 1                                         | Tic Tac Toe                               | Verpiss’ dich Musik: Thorsten Börger; Text: Thorsten Börger, Claudia Alexandra Wohlfromm, Liane Wiegelmann                                                                        | –                         |
| 16. Dezember 1996 – 16. März 1997 13 Wochen | 13                                        | Sarah Brightman & Andrea Bocelli          | Time to Say Goodbye (Con te partiró) Musik: Francesco Sartori; Text: Lucio Quarantotto                                                                                            | –                         |

## Alben
| ← 1995 ← | Liste der Nummer-eins-Alben in Deutschland | Liste der Nummer-eins-Alben in Deutschland | Liste der Nummer-eins-Alben in Deutschland | 1997 →                    |
| \| Zeitraum \| Wo. ges. \| Interpret \| Titel \| Zusätzliche Informationen \| \| (Zeitraum, Wochen auf Platz eins, Interpret, Titel, zusätzliche Informationen) \| \| \| \| \| \| ------------------------------------------------------------------------------ \| -------- \| ---------------- \| ----------------------- \| ------------------------- \| \| 11. Dezember 1995 – 11. Februar 1996 9 Wochen (insgesamt 11) \| 11 \| Queen \| Made in Heaven \| – \| \| 12. Februar 1996 – 10. März 1996 4 Wochen \| 4 \| Die Toten Hosen \| Opium fürs Volk \| – \| \| 11. März 1996 – 17. März 1996 1 Woche \| 1 \| Fools Garden \| Dish of the Day \| – \| \| 18. März 1996 – 7. April 1996 3 Wochen \| 3 \| Peter Maffay \| Maffay 96 \| – \| \| 8. April 1996 – 19. Mai 1996 6 Wochen \| 6 \| Take That \| Greatest Hits \| – \| \| 20. Mai 1996 – 2. Juni 1996 2 Wochen \| 2 \| Backstreet Boys \| Backstreet Boys \| – \| \| 3. Juni 1996 – 16. Juni 1996 2 Wochen \| 2 \| Eros Ramazzotti \| Dove c’è musica \| – \| \| 17. Juni 1996 – 14. Juli 1996 4 Wochen \| 4 \| Metallica \| Load \| – \| \| 15. Juli 1996 – 1. September 1996 7 Wochen \| 7 \| The Fugees \| The Score \| – \| \| 2. September 1996 – 6. Oktober 1996 5 Wochen \| 5 \| Pur \| Live – Die Zweite \| – \| \| 7. Oktober 1996 – 20. Oktober 1996 2 Wochen \| 2 \| R.E.M. \| New Adventures in Hi-Fi \| – \| \| 21. Oktober 1996 – 27. Oktober 1996 1 Woche \| 1 \| Wolfgang Petry \| Alles \| – \| \| 28. Oktober 1996 – 10. November 1996 2 Wochen \| 2 \| Phil Collins \| Dance into the Light \| – \| \| 11. November 1996 – 22. Dezember 1996 6 Wochen \| 6 \| The Kelly Family \| Almost Heaven \| – \| \| 23. Dezember 1996 – 16. März 1997 12 Wochen (insgesamt 17) \| 17 \| Andrea Bocelli \| Bocelli \| – \| |                                            |                                            |                                            |                           |
| ← 1995 |                                            |                                            |                                            | → 1997 →                  |
| Zeitraum | Wo. ges.                                   | Interpret                                  | Titel                                      | Zusätzliche Informationen |
| (Zeitraum, Wochen auf Platz eins, Interpret, Titel, zusätzliche Informationen) |                                            |                                            |                                            |                           |
| 11. Dezember 1995 – 11. Februar 1996 9 Wochen (insgesamt 11) | 11                                         | Queen                                      | Made in Heaven                             | –                         |
| 12. Februar 1996 – 10. März 1996 4 Wochen | 4                                          | Die Toten Hosen                            | Opium fürs Volk                            | –                         |
| 11. März 1996 – 17. März 1996 1 Woche | 1                                          | Fools Garden                               | Dish of the Day                            | –                         |
| 18. März 1996 – 7. April 1996 3 Wochen | 3                                          | Peter Maffay                               | Maffay 96                                  | –                         |
| 8. April 1996 – 19. Mai 1996 6 Wochen | 6                                          | Take That                                  | Greatest Hits                              | –                         |
| 20. Mai 1996 – 2. Juni 1996 2 Wochen | 2                                          | Backstreet Boys                            | Backstreet Boys                            | –                         |
| 3. Juni 1996 – 16. Juni 1996 2 Wochen | 2                                          | Eros Ramazzotti                            | Dove c’è musica                            | –                         |
| 17. Juni 1996 – 14. Juli 1996 4 Wochen | 4                                          | Metallica                                  | Load                                       | –                         |
| 15. Juli 1996 – 1. September 1996 7 Wochen | 7                                          | The Fugees                                 | The Score                                  | –                         |
| 2. September 1996 – 6. Oktober 1996 5 Wochen | 5                                          | Pur                                        | Live – Die Zweite                          | –                         |
| 7. Oktober 1996 – 20. Oktober 1996 2 Wochen | 2                                          | R.E.M.                                     | New Adventures in Hi-Fi                    | –                         |
| 21. Oktober 1996 – 27. Oktober 1996 1 Woche | 1                                          | Wolfgang Petry                             | Alles                                      | –                         |
| 28. Oktober 1996 – 10. November 1996 2 Wochen | 2                                          | Phil Collins                               | Dance into the Light                       | –                         |
| 11. November 1996 – 22. Dezember 1996 6 Wochen | 6                                          | The Kelly Family                           | Almost Heaven                              | –                         |
| 23. Dezember 1996 – 16. März 1997 12 Wochen (insgesamt 17) | 17                                         | Andrea Bocelli                             | Bocelli                                    | –                         |

## Jahreshitparaden
| ← 1995 ← | Liste der Jahres-Nummer-eins-Hits in Deutschland | Liste der Jahres-Nummer-eins-Hits in Deutschland | Liste der Jahres-Nummer-eins-Hits in Deutschland | 1997 →   |
| \| Singles \| Position# \| Alben \| \| --------------------------------------------------------------------------------------------------------------------------------------------------------------------------------------------- \| --------- \| ------------------------------------ \| \| Killing Me Softly The Fugees Musik: Charles Fox; Text: Norman Gimbel \| 1 \| The Score The Fugees \| \| Children Robert Miles Roberto Concina \| 2 \| Jagged Little Pill Alanis Morissette \| \| Macarena (Bayside Boys Remix) Los del Río Antonio Romero Monge, Rafael Ruiz Perdigones \| 3 \| Dove c’è musica Eros Ramazzotti \| \| Insomnia Faithless Rollo Armstrong, Ayalah Bentovim, Maxwell Alexander Fraser \| 4 \| Opium fürs Volk Die Toten Hosen \| \| Lemon Tree Fools Garden Volker Hinkel, Peter Freudenthaler \| 5 \| Backstreet Boys \| \| I Can’t Help Myself (I Love You, I Want You) Kelly Family \| 6 \| Load Metallica \| \| They Don’t Care About Us Michael Jackson Michael Joe Jackson \| 7 \| Falling into You Céline Dion \| \| Coco Jamboo Mr. President Musik: Rainer Gaffrey, Kai Matthiesen; Text: Rainer Gaffrey, Delroy Rennalls \| 8 \| Pur live – Die Zweite Pur \| \| Where Do You Go No Mercy Musik: Franz Reuther; Text: Franz Reuther, Peter Bischof-Fallenstein \| 9 \| Made in Heaven Queen \| \| Wannabe Spice Girls Matthew Paul Rowbottom, Richard Frederick Stannard, Melanie Janine Brown, Victoria Caroline Beckham, Geraldine Estelle Halliwell, Emma Lee Bunton, Melanie Jayne Chisholm \| 10 \| Abenteuerland Pur \| |                                                  |                                                  |                                                  |          |
| ← 1995 |                                                  |                                                  |                                                  | → 1997 → |
| Singles | Position#                                        | Alben                                            |                                                  |          |
| Killing Me Softly The Fugees Musik: Charles Fox; Text: Norman Gimbel | 1                                                | The Score The Fugees                             |                                                  |          |
| Children Robert Miles Roberto Concina | 2                                                | Jagged Little Pill Alanis Morissette             |                                                  |          |
| Macarena (Bayside Boys Remix) Los del Río Antonio Romero Monge, Rafael Ruiz Perdigones | 3                                                | Dove c’è musica Eros Ramazzotti                  |                                                  |          |
| Insomnia Faithless Rollo Armstrong, Ayalah Bentovim, Maxwell Alexander Fraser | 4                                                | Opium fürs Volk Die Toten Hosen                  |                                                  |          |
| Lemon Tree Fools Garden Volker Hinkel, Peter Freudenthaler | 5                                                | Backstreet Boys                                  |                                                  |          |
| I Can’t Help Myself (I Love You, I Want You) Kelly Family | 6                                                | Load Metallica                                   |                                                  |          |
| They Don’t Care About Us Michael Jackson Michael Joe Jackson | 7                                                | Falling into You Céline Dion                     |                                                  |          |
| Coco Jamboo Mr. President Musik: Rainer Gaffrey, Kai Matthiesen; Text: Rainer Gaffrey, Delroy Rennalls | 8                                                | Pur live – Die Zweite Pur                        |                                                  |          |
| Where Do You Go No Mercy Musik: Franz Reuther; Text: Franz Reuther, Peter Bischof-Fallenstein | 9                                                | Made in Heaven Queen                             |                                                  |          |
| Wannabe Spice Girls Matthew Paul Rowbottom, Richard Frederick Stannard, Melanie Janine Brown, Victoria Caroline Beckham, Geraldine Estelle Halliwell, Emma Lee Bunton, Melanie Jayne Chisholm | 10                                               | Abenteuerland Pur                                |                                                  |          |